# Jacob Druckman
Jacob Druckman (26 de junio de 1928 - 24 de mayo de 1996) fue un compositor estadounidense nacido en Filadelfia. Graduado de la Escuela Juilliard, Druckman estudió con Vincent Persichetti, Mennin Pedro y Bernard Wagenaar.  En 1949 y 1950 estudió con Aaron Copland en Tanglewood y más tarde continuó sus estudios en la École Normale de Musique de Paris (1954-55). Trabajó mucho con la música electrónica, además de una serie de obras para orquesta o para grupos pequeños. En 1972 ganó el Premio Pulitzer por su primera gran obra orquestal Windows. Fue compositor en residencia de la Orquesta Filarmónica de Nueva York desde 1982 hasta 1985.  Druckman enseñó en Juilliard, el Aspen Music Festival, Tanglewood, Brooklyn College, Bard College y la Universidad de Yale, entre otras.  Es Compositor Laureado del estado de Connecticut. 
Es el padre del percusionista Daniel Druckman, y murió de cáncer de pulmón a los 67 años. 
Notables músicos que han grabado sus trabajos incluyen David Zinman, Wolfgang Sawallisch, Zubin Mehta, Leonard Slatkin, Dawn Upshaw, Jan DeGaetani, y el Quinteto de Metales de América .

## Principales obras
- Windows, para orquesta
- Brangle, para orquesta
- Aureole, para orquesta
- Cuarteto para cuerdas no. 3
- Lamia, (1975) para soprano y orquesta. (Basado en el poema de John Keats)
- Prisma, (1980) para orquesta
- Los siete pecados capitales, para piano
- Animus I, (1966-67) para trombón y electrónica de cinta
- Animus III, (1968) para clarinete y cinta electrónica
- Antífonas, para dos coros. (Configuración de poemas de Gerard Manley Hopkins)
- Dark Upon the Harp, para mezzo soprano, metal y percusión
- Vox Humana (1983), Orquesta Coro
- Contrapeso, (1994) Orquesta Soprano
- Synapse, (1971) para cinta
- Valentine (1969) para contrabajo solista
- Reflexiones sobre la naturaleza del agua (1986), para marimba solista

- Datos: Q4352821